# مینو، اوساکا
مینو در استان اوساکا در کشور ژاپن  واقع شده‌است  که دارای جمعیت ۱۲۷٬۷۵۷ نفر و مساحت ۴۷٫۸۴ کیلومتر مربع با تراکم جمعیت ۲٬۶۷۱  نفر در کیلومترمربع است و در تاریخ ۱ دسامبر ۱۹۵۶ به عنوان شهر شناخته شد.